# Tinley Park (Illinois)
Tinley Park es una villa ubicada en el condado de Cook en el estado estadounidense de Illinois. En el Censo de 2010 tenía una población de 56703 habitantes y una densidad poblacional de 1.364,91 personas por km².
Tony Bettenhausen, bicampeón de monoplazas Indy, nació en Tinley Park en 1916.

## Geografía

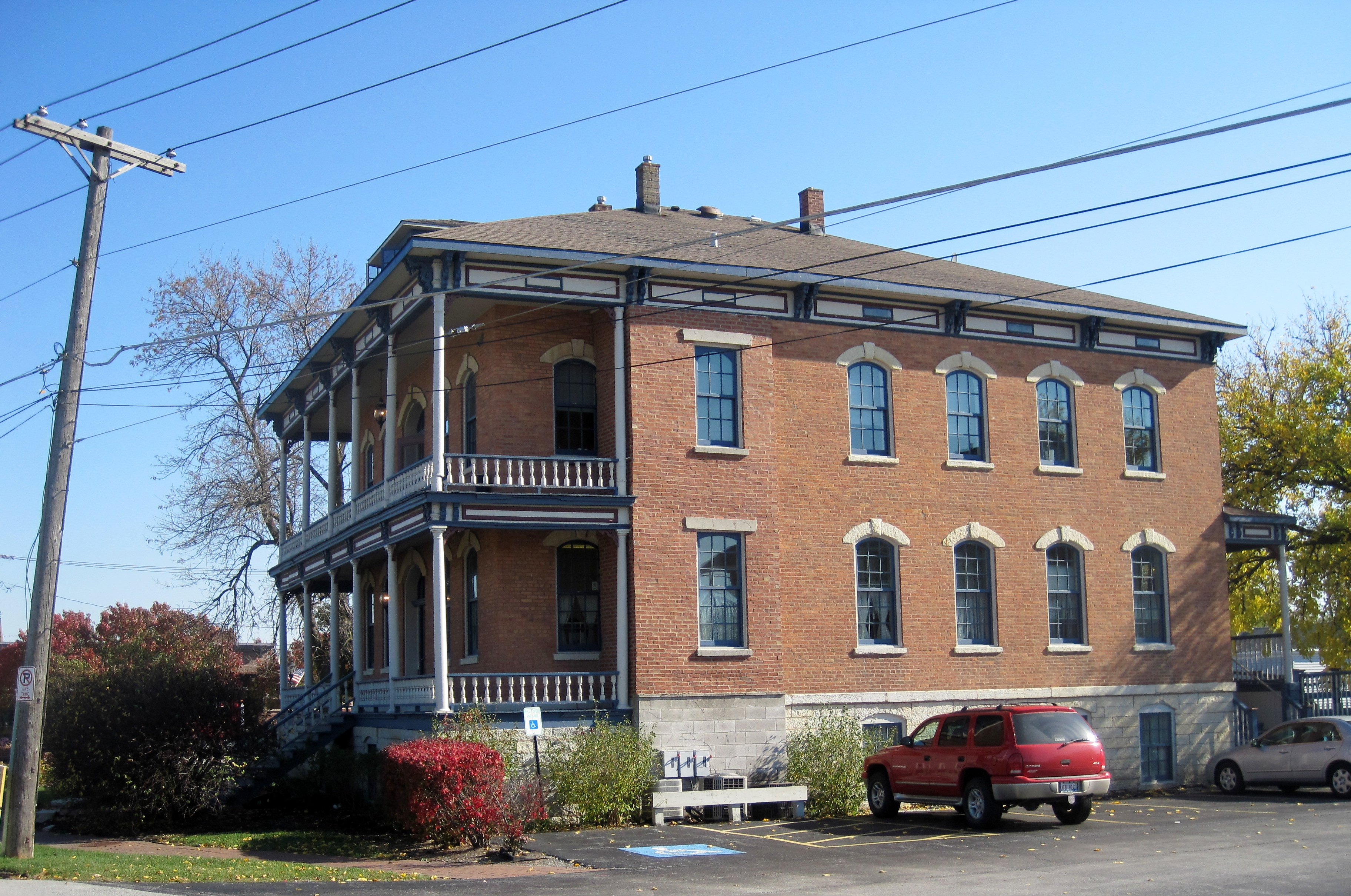

Tinley Park se encuentra ubicada en las coordenadas 41°34′5″N 87°48′12″O / 41.56806, -87.80333. Según la Oficina del Censo de los Estados Unidos, Tinley Park tiene una superficie total de 41.54 km², de la cual 41.49 km² corresponden a tierra firme y (0.12%) 0.05 km² es agua.

## Demografía
Según el censo de 2010, había 56703 personas residiendo en Tinley Park. La densidad de población era de 1.364,91 hab./km². De los 56703 habitantes, Tinley Park estaba compuesto por el 88.76% blancos, el 3.68% eran afroamericanos, el 0.14% eran amerindios, el 3.89% eran asiáticos, el 0.02% eran isleños del Pacífico, el 2.01% eran de otras razas y el 1.5% pertenecían a dos o más razas. Del total de la población el 6.87% eran hispanos o latinos de cualquier raza.

## Educación
El Distrito Escolar 159 gestiona escuelas primarias y secundarias (middle schools) públicas que sirven a partes de Tinley Park.